# Ochrosia haleakalae
Hōlei (Ochrosia haleakalae) là một loài thực vật thuộc họ Plumeria, Apocynaceae là loài đặc hữu của Hawaiʻi. Chúng hiện đang bị đe dọa vì mất môi trường sống.

## Hình ảnh

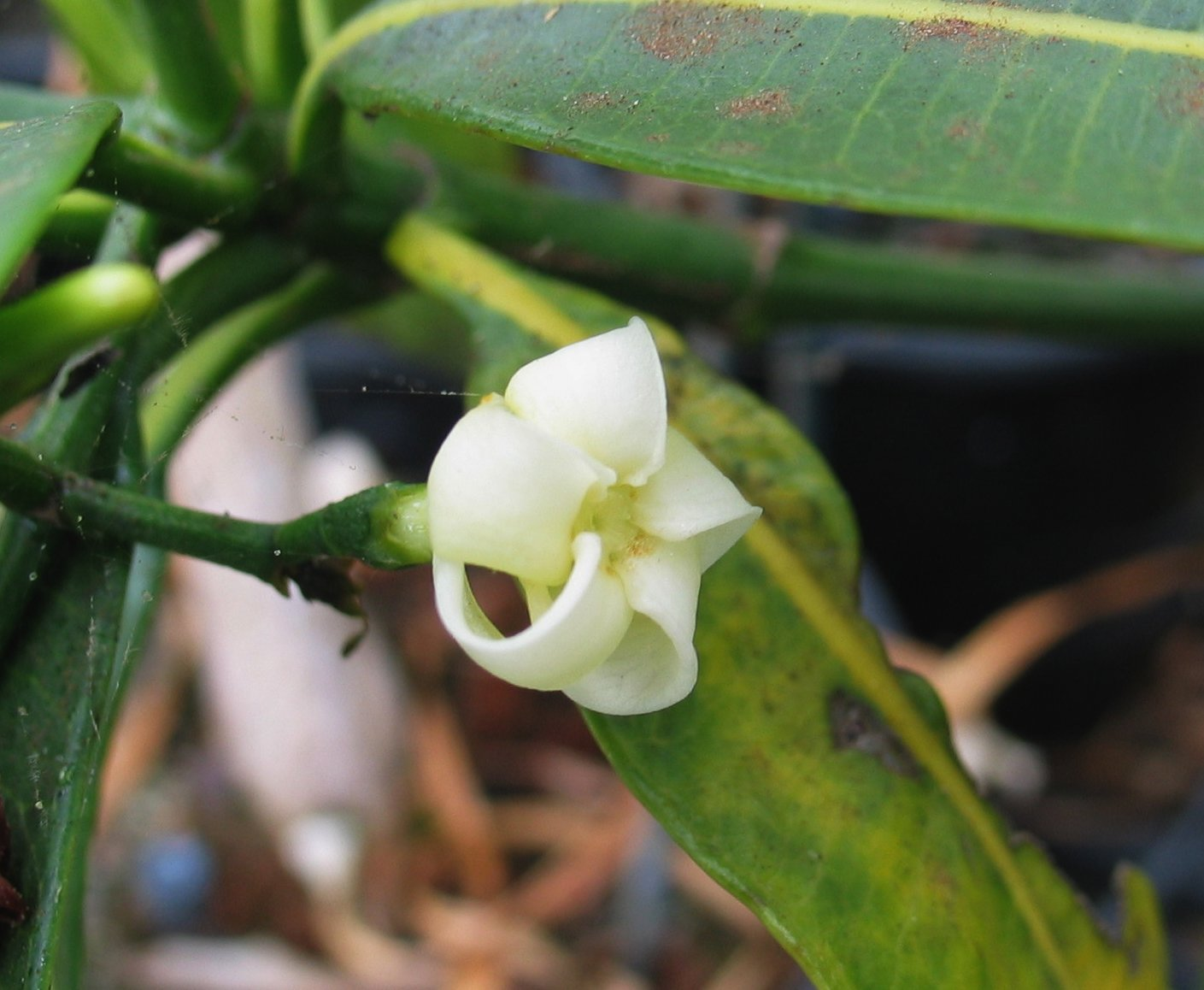
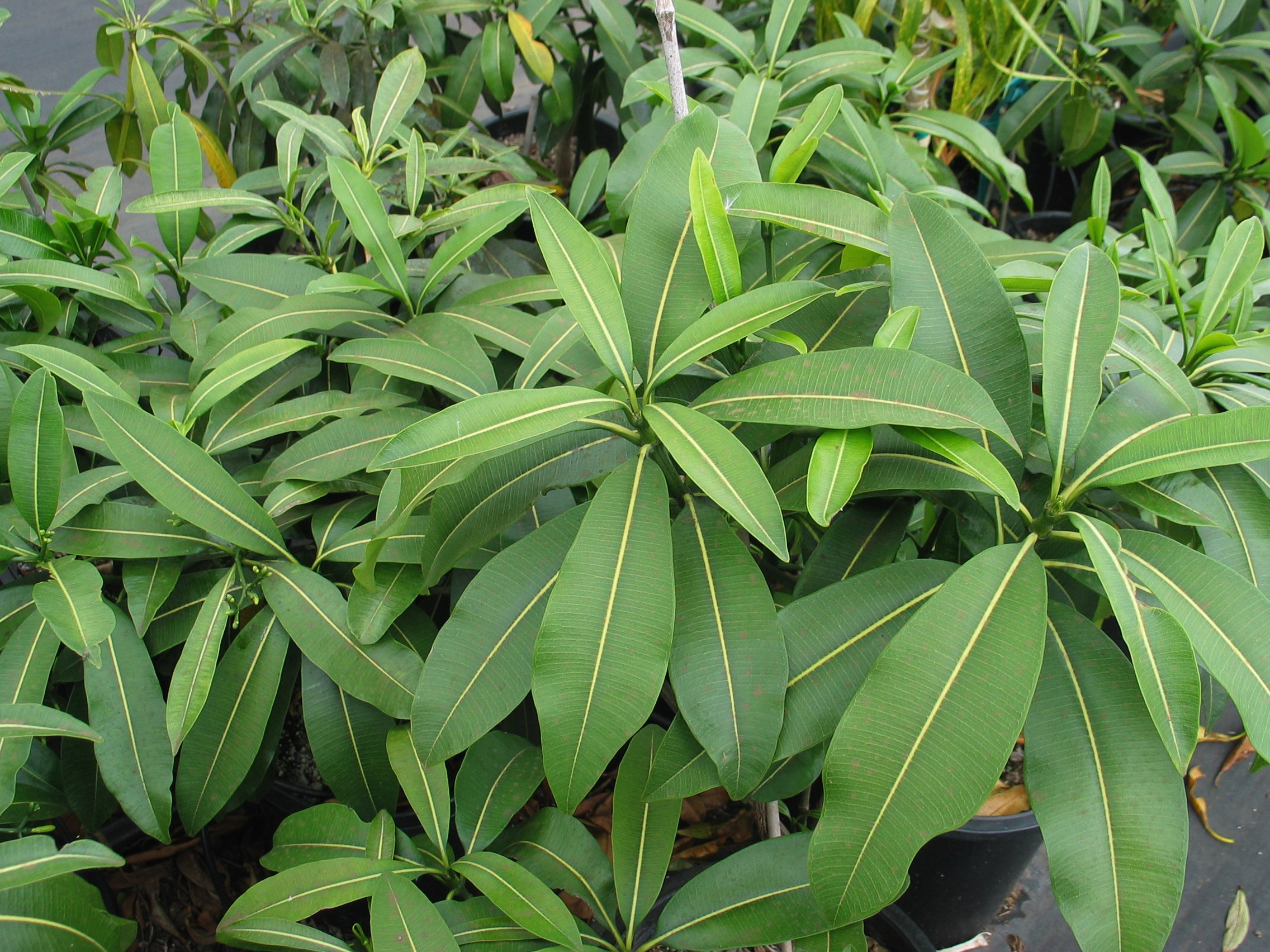
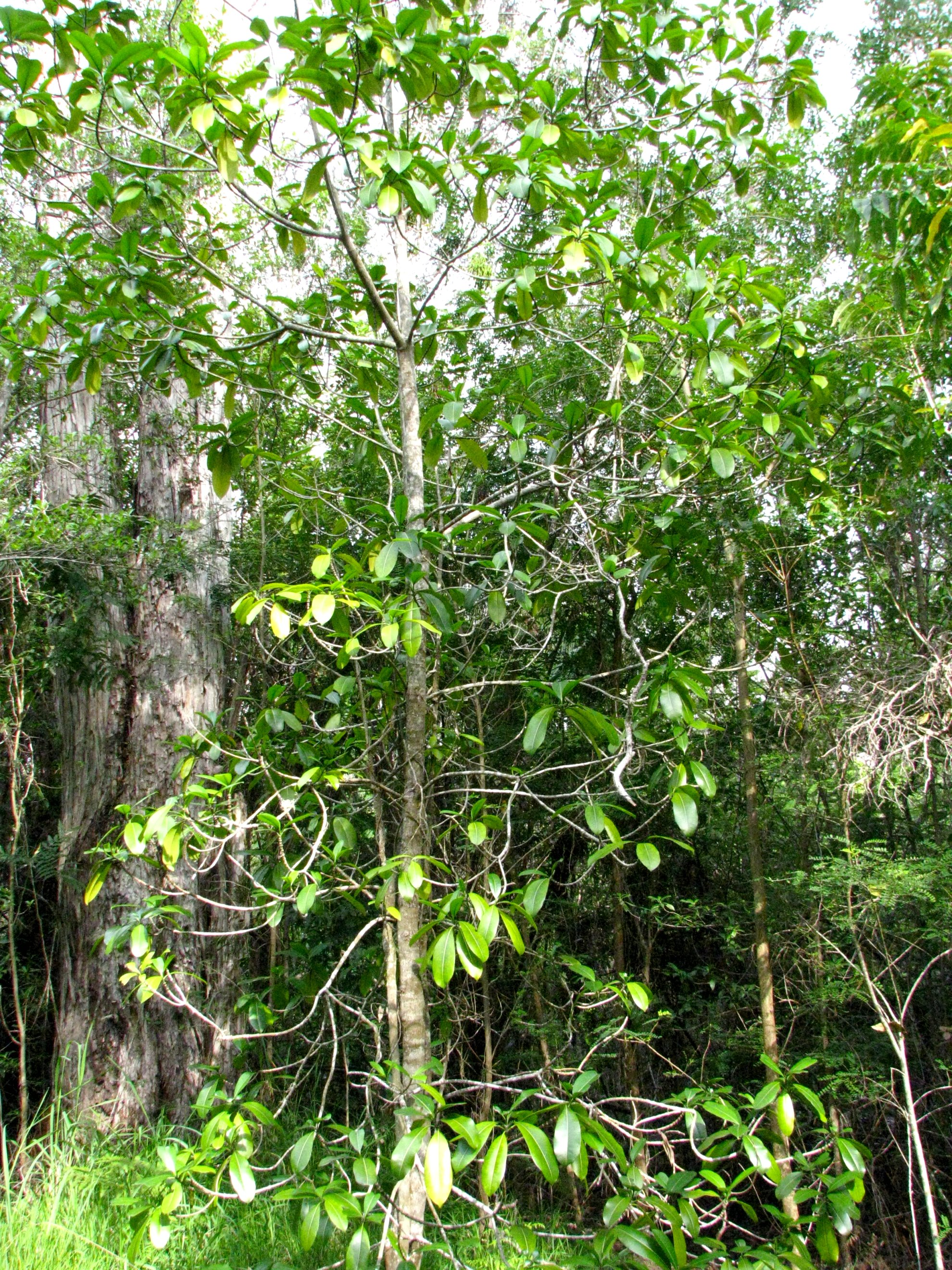
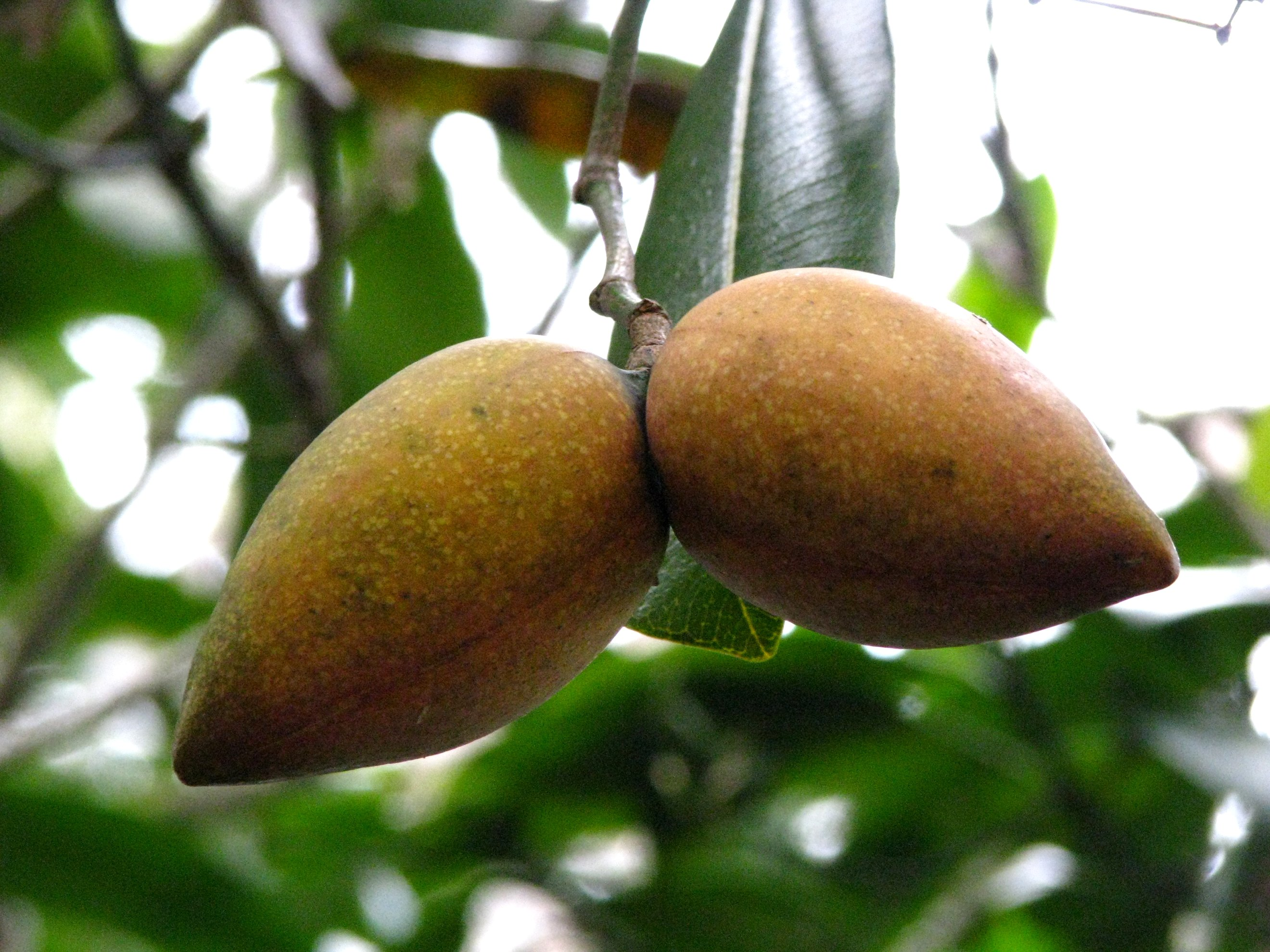